# Sciadotenia amazonica
Sciadotenia amazonica är en tvåhjärtbladig växtart som beskrevs av August Wilhelm Eichler. Sciadotenia amazonica ingår i släktet Sciadotenia och familjen Menispermaceae. Inga underarter finns listade i Catalogue of Life.